# جیرجیرک بیشه‌ای داس‌به‌دست
جیرجیرک بیشه‌ای داس‌به‌دست (نام علمی: Phaneroptera falcata) نام یک گونه از سرده پیداباله‌ها است.